# Tláhuac (estación)
Tláhuac es una de las estaciones que forman parte del Metro de la Ciudad de México, es la terminal oriente de la Línea 12. Se ubica al oriente de la Ciudad de México, en la alcaldía Tláhuac.

## Información general
"Tláhuac" es un vocablo náhuatl que significa "Lugar sobre la tierra". Diversos historiadores indican que es la contracción de Cuitláhuac, el nombre que tuvo originalmente San Pedro Tláhuac. Se han propuesto varias interpretaciones del topónimo. Carlos Montemayor dice que Cuitláhuac significa Lugar de los que tienen desechos. Lo traduce a partir de las voces cuítlatl (desecho, excremento), -hua (posesivo) y -c (locativo). Cecilio Robelo apunta que el nombre original pudo haber sido Cuitlahuacapan, y traduce el término como En el agua de excrescencia dura. José Corona coincide en que el topónimo se traduce como Lugar de agua sucia, a partir de cuítlatl ("suciedad") y atl ("agua"). El ícono representa una simplificación del glifo azteca.
También se puede traducir como "el lugar del que cuida el agua", haciendo alusión a las tareas de vigilar los flujos de aguas dulces que venían de Xochimilco.
La estación es de tipo superficial; y al igual que varias estaciones terminales, tiene dos andenes, tres vías y talleres exclusivos para los trenes que circulan en esta línea.

## Incidencias
La estación se mantuvo fuera de servicio desde el 12 de marzo de 2014 hasta el 29 de noviembre de 2015, debido a trabajos de mantenimiento mayor que se realizaron entre estas fechas.
Debido al terremoto del 19 de septiembre de 2017,  por segunda ocasión la estación estuvo fuera de servicio debido a trabajos de mantenimiento preventivo. Fue reabierta el lunes 30 de octubre del mismo año después de realizar varias pruebas.
Nuevamente la estación permaneció cerrada desde el 4 de mayo de 2021 al 30 de enero de 2024 por seguridad, debido a un desplome que ocurrió en la interestación Tezonco-Olivos con dirección a Tláhuac y que dejara un saldo de 27 fallecidos y 80 heridos.

## Afluencia
La estación ha tenido una afluencia importante desde su inauguración en 2012. En 2020 Tláhuac se convirtió en la décima más utilizada de la red, al presentar una afluencia promedio de 36,424 pasajeros que utilizaron la estación a diario.
La siguiente tabla muestra la afluencia de la estación en los últimos 10 años:
| Afluencia Anual de Pasajeros | Afluencia Anual de Pasajeros | Afluencia Anual de Pasajeros | Afluencia Anual de Pasajeros | Afluencia Anual de Pasajeros | Afluencia Anual de Pasajeros |
| ---------------------------- | ---------------------------- | ---------------------------- | ---------------------------- | ---------------------------- | ---------------------------- |
| Año                          | Afluencia                    | A Diario                     | Ranking                      | Incremento                   | Ref.                         |
| 2023                         | 0                            | 0                            | X                            | X                            | [ 12 ]                       |
| 2022                         | 0                            | 0                            | X                            | -100.00%                     | [ 12 ]                       |
| 2021                         | 3,245,863                    | 8,892                        | 101°/195                     | -75.65%                      | [ 13 ]                       |
| 2020                         | 13,331,263                   | 36,424                       | 10°/195                      | -35.73%                      | [ 11 ]                       |
| 2019                         | 20,743,670                   | 56,831                       | 14°/195                      | +11.37%                      | [ 14 ]                       |
| 2018                         | 18,625,102                   | 51,027                       | 15°/195                      | +23.47%                      | [ 15 ]                       |
| 2017                         | 15,084,248                   | 41,326                       | 20°/195                      | +4.21%                       | [ 16 ]                       |
| 2016                         | 14,475,541                   | 39,550                       | 22°/195                      | +1,492.72%                   | [ 17 ]                       |
| 2015                         | 908,859                      | 2,490                        | 184°/195                     | -65.66%                      | [ 18 ]                       |
| 2014                         | 2,646,806                    | 7,251                        | 162°/195                     | -79.03%                      | [ 19 ]                       |

## Conectividad
- Nororiente: Av. San Rafael Atlixco y Av. Antonio Bejaral, Colonia El Triángulo.
- Norponiente: Av. San Rafael Atlixco y Calle José Bernal, Colonia El Triángulo.

### Conexiones
Existen conexiones con las estaciones y paradas de diversos sistemas de transporte:
Centro y Estaciones de Transferencia Multimodal (CETRAM)
- CETRAM Tláhuac.

Red de Transporte de Pasajeros de la Ciudad de México
- Módulo 3 Alcaldía Xochimilco II:
  - Ruta 141 (Milpa Alta - Tláhuac).
  - Ruta 148 (San Nicolás Tetelco - Tláhuac).
  - Ruta 149 (San Andrés Mixquic - Tláhuac).